# Флаїнг-Гіллс (Пенсільванія)
Флаїнг-Гіллс (англ. Flying Hills) — переписна місцевість (CDP) в США, в окрузі Беркс штату Пенсільванія. Населення — 2230 осіб (2020).

## Географія
Флаїнг-Гіллс розташований за координатами 40°16′34″ пн. ш. 75°54′51″ зх. д. / 40.27611° пн. ш. 75.91417° зх. д. (40.276139, -75.914150). За даними Бюро перепису населення США в 2010 році переписна місцевість мала площу 1,53 км², з яких 1,51 км² — суходіл та 0,01 км² — водойми. В 2017 році площа становила 1,34 км², з яких 1,33 км² — суходіл та 0,01 км² — водойми.

## Демографія
Згідно з переписом 2010 року, у переписній місцевості мешкало 2568 осіб у 1418 домогосподарствах у складі 629 родин. Густота населення становила 1683 особи/км². Було 1510 помешкань (990/км²).
Расовий склад населення:
| - 93,6 % — білих - 2,8 % — чорних або афроамериканців - 2,1 % — азіатів - 0,2 % — корінних американців |

До двох чи більше рас належало 0,7 %. Частка іспаномовних становила 3,7 % від усіх жителів.
За віковим діапазоном населення розподілялося таким чином: 13,7 % — особи молодші 18 років, 65,8 % — особи у віці 18—64 років, 20,5 % — особи у віці 65 років та старші. Медіана віку мешканця становила 46,8 року. На 100 осіб жіночої статі у переписній місцевості припадало 92,8 чоловіків; на 100 жінок у віці від 18 років та старших — 92,1 чоловіків також старших 18 років.
Середній дохід на одне домашнє господарство становив 75 222 долари США (медіана — 55 461), а середній дохід на одну сім'ю — 80 375 доларів (медіана — 60 972). За межею бідності перебувало 6,5 % осіб, у тому числі 10,8 % дітей у віці до 18 років та 6,4 % осіб у віці 65 років та старших.
Цивільне працевлаштоване населення становило 1451 особа. Основні галузі зайнятості: освіта, охорона здоров'я та соціальна допомога — 32,6 %, науковці, спеціалісти, менеджери — 15,0 %, фінанси, страхування та нерухомість — 13,3 %.